# Balón de Oro 1963

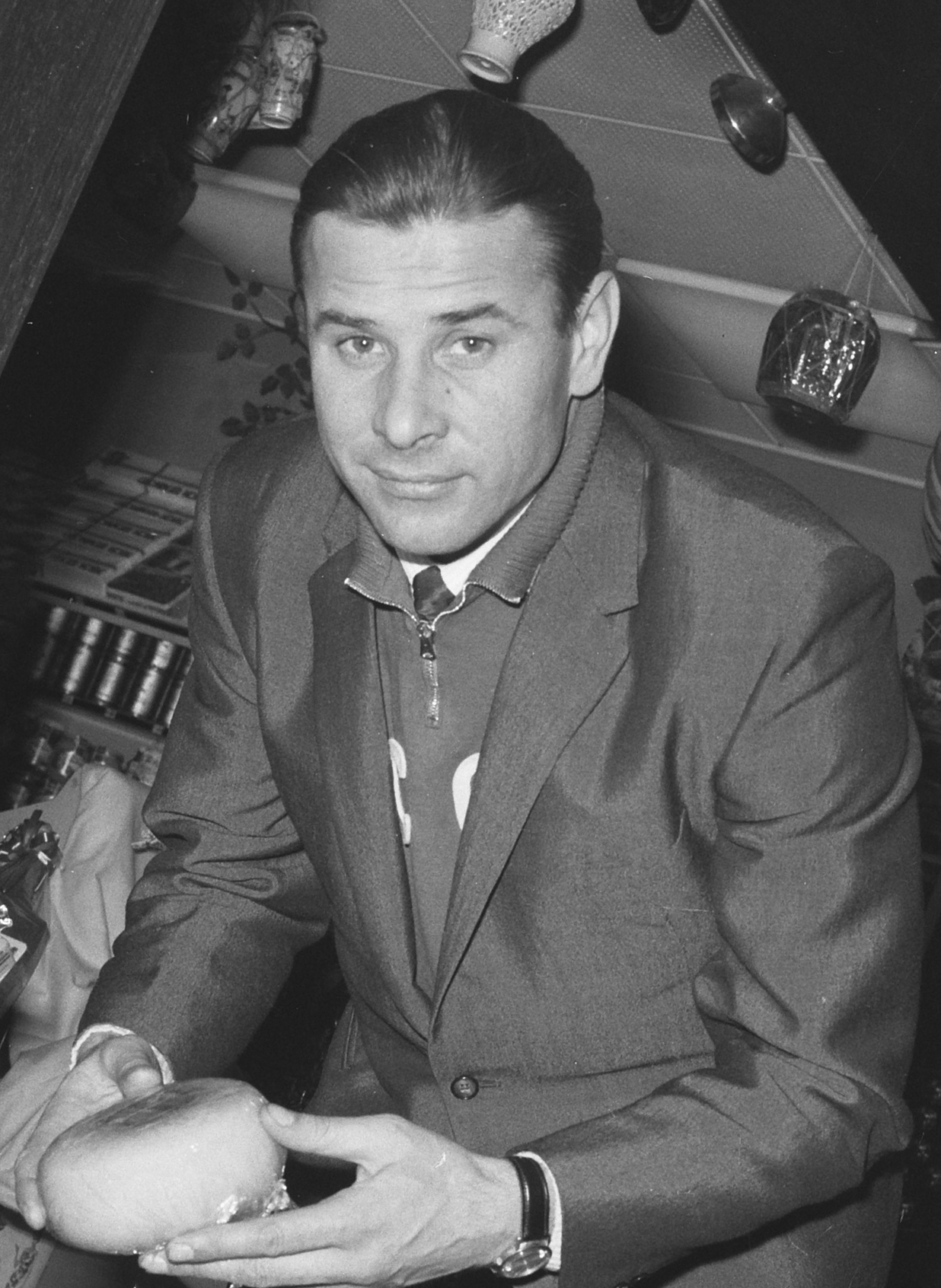
France Football

La edición de 1963 del Balón de Oro, 8.ª edición del premio de fútbol creado por la revista francesa France Football, fue ganada por el soviético Lev Yashin (Dinamo Moscú).
El jurado estuvo compuesto por 21 periodistas especializados, de cada una de las siguientes asociaciones miembros de la UEFA: Alemania Occidental, Austria, Bélgica, Bulgaria, Checoslovaquia, Dinamarca, España, Francia, Grecia, Hungría, Inglaterra, Luxemburgo, Italia, Países Bajos, Polonia, Portugal, Suecia, Suiza, Turquía, Unión Soviética y Yugoslavia.
El resultado de la votación fue publicado en el número 927 de France Football, el 17 de diciembre de 1963.

## Sistema de votación
Cada uno de los miembros del jurado elige a los que a su juicio son los cinco mejores futbolistas europeos. El jugador elegido en primer lugar recibe cinco puntos, el elegido en segundo lugar cuatro puntos y así sucesivamente.
De esta forma, se repartieron 315 puntos, siendo 105 el máximo número de puntos que podía obtener cada jugador (en caso de que los 21 miembros del jurado le asignaran cinco puntos).

## Clasificación final
| Puesto | Jugador                 | Equipo            | Votos | Votos | Votos | Votos | Votos | Votos | Puntos |
| Puesto | Jugador                 | Equipo            | 1º    | 2º    | 3º    | 4º    | 5º    | Total | Puntos |
| ------ | ----------------------- | ----------------- | ----- | ----- | ----- | ----- | ----- | ----- | ------ |
| 1º     | Lev Yashin              | Dinamo Moscú      | 11    | 3     | 1     | 1     | 1     | 17    | 73     |
| 2º     | Gianni Rivera           | Milan             | 5     | 3     | 3     | 4     | 1     | 16    | 56     |
| 3º     | Jimmy Greaves           | Tottenham Hotspur | 2     | 4     | 6     | 3     |       | 15    | 51     |
| 4º     | Denis Law               | Manchester United | 2     | 4     | 3     | 4     | 2     | 15    | 45     |
| 5º     | Eusébio                 | Benfica           |       | 2     | 2     | 2     | 1     | 7     | 19     |
| 6º     | Karl-Heinz Schnellinger | Colonia / Mantova |       | 1     | 4     |       |       | 5     | 16     |
| 7º     | Uwe Seeler              | Hamburgo          | 1     | 1     |       |       |       | 2     | 9      |
| 8º     | Bobby Charlton          | Manchester United |       | 1     |       |       | 1     | 2     | 5      |
|        | Giovanni Trapattoni     | Milan             |       | 1     |       |       | 1     | 2     | 5      |
|        | Luis Suárez             | Inter de Milán    |       |       |       | 2     | 1     | 3     | 5      |
| 11º    | José Altafini           | Milan             |       | 1     |       |       |       | 1     | 4      |
|        | Paul Van Himst          | Anderlecht        |       |       | 1     |       | 1     | 2     | 4      |
| 12º    | Omar Sívori             | Juventus          |       |       | 1     |       |       | 1     | 3      |
|        | Flórián Albert          | Ferencváros       |       |       |       | 1     | 1     | 2     | 3      |
|        | Harry Bild              | Norrköping        |       |       |       | 1     | 1     | 2     | 3      |
|        | Josef Masopust          | Dukla Praga       |       |       |       | 1     | 1     | 2     | 3      |
| 17º    | Jef Jurion              | Anderlecht        |       |       |       | 1     |       | 1     | 2      |
|        | Károly Sándor           | MTK Budapest      |       |       |       | 1     |       | 1     | 2      |
|        | Robert Herbin           | Saint-Étienne     |       |       |       |       | 2     | 2     | 2      |
|        | Cesare Maldini          | Milan             |       |       |       |       | 2     | 2     | 2      |
| 21º    | Mário Coluna            | Benfica           |       |       |       |       | 1     | 1     | 1      |
|        | Ake Johansson           | Norrköping        |       |       |       |       | 1     | 1     | 1      |
|        | Manfred Kaiser          | Wismut Aue        |       |       |       |       | 1     | 1     | 1      |
|        | Metin Oktay             | Galatasaray       |       |       |       |       | 1     | 1     | 1      |
|        | Svatopluk Pluskal       | Dukla Praga       |       |       |       |       | 1     | 1     | 1      |

## Curiosidades
- Lev Yashin se convierte en el primer portero (y el único hasta la fecha) en ganar el Balón de Oro.
- Manfred Kaiser se convierte en el primer futbolista de Alemania Oriental en obtener algún punto en la clasificación final del Balón de Oro.
- Metin Oktay se convierte en el primer futbolista turco en obtener algún punto en la clasificación final del Balón de Oro.